# Grafschaft Chartres
Die bereits zur Zeit der Karolinger bestehende Grafschaft Chartres war seit 956/960 im Besitz der Grafen von Blois, und damit Bestandteil des Machtbereichs des Theobald I. († 978), der von Vierzon im Süden bis Dreux im Norden reichte und aufgrund seiner Heirat mit der Erbin der Champagne (Grafschaft Troyes und Grafschaft Meaux) auch diesen Teil Frankreichs umfasste und damit die französische Domaine royal gefährlich von zwei Seiten einschloss.
Seit dieser Zeit waren die Grafen von Chartres identisch mit den Grafen von Blois. Jedoch kam Chartres nicht in den Genuss, Residenz seines Herren zu werden, da hier neben dem Grafen auch der vom König abhängige Bischof von Chartres lebte. Erst Adela von England, die Tochter Wilhelms des Eroberers und Ehefrau des Grafen Stephan II. († 1102), machte als Gräfin die Stadt zu einem kulturellen Zentrum.
Bei der Teilung des Besitzes durch Stephans Enkel Heinrich I. blieb Chartres bei der Grafschaft Blois und wurde erstmals Residenz, da der neue Graf, Heinrichs Bruder Theobald V., sie Blois vorzog.
Mit Theobald VI., dem Enkel Theobalds V., starb die Linie Blois-Chartres des Grafenhauses 1218 im Mannesstamm aus. Das Erbe wurde zwischen zwei Tanten des letzten Grafen, Margarete und Elisabeth, derart aufgeteilt, dass Margarete Blois und die nördlich davon liegende Grafschaft Châteaudun, die spätere Grafschaft Dunois, Elisabeth die noch weiter im Norden liegende Grafschaft Chartres bekam. Mit Elisabeths Tochter Mathilde starb diese Linie aber bereits wieder aus; die Grafschaft ging 1269 zurück an Blois und wurde 1286 an den König verkauft.

## Grafen von Chartres
- Hasting, Anführer der Loire-Normannen, 882–886 Graf von Chartres
- Theobald I. († 975), 942 Graf von Blois, Vizegraf von Tours, 956/960 Graf von Rennes (Lehnshoheit), Graf von Chartres und Châteaudun, Herr von Chinon und Saumur; ⚭ Liutgard von Vermandois, Tochter des Grafen Heribert II., Erbin der Grafschaft Troyes und der Grafschaft Meaux (Karolinger)
- Odo I. († 996) Graf von Blois, Chartres, Châteaudun, Tours, Beauvais und Dreux, Herr von Chinon und Saumur, Sohn Theobalds I.
- Theobald II. († 1004), Graf von Blois, Sohn Odos I.
- Odo II. († 1037), Bruder Theobalds II., Graf von Blois, Chartres, Châteaudun, Tours und Beauvais, 1019/25 als Odo I. Graf von Meaux und Troyes, Graf von Sancerre, Herr von Chinon und Saumur bis 1026, Bruder Theobalds II.
- Theobald III. († 1089), dessen Sohn, Graf von Blois, Chartres, Châteaudun, (als Theobald I.) Graf von Meaux und Sancerre, verliert nach 1037 Beauvais und 1044 Tours, 1048 Graf von Troyes
- Stephan II. († 1102), dessen Sohn, Graf von Blois, Chartres, Châteaudun, Sancerre und Meaux,
- Wilhelm († vor 1150), Graf von Chartres, 1102 enterbt, Sohn Stephans (Stammvater des zweiten Hauses „von Sully“)
- Theobald IV. († 1152), Graf von Blois, 1125 als Theobald II. Graf von Troyes etc., Sohn Stephans
- Theobald V. der Gute († 1191), 1152 Graf von Blois und Chartres, Sohn Theobalds IV., Seneschall von Frankreich 1154–1191
- Ludwig († 1205), 1191 Graf von Blois, Sohn Theobalds V.
- Theobald VI. († 1218), 1205 Graf von Blois und Clermont, Sohn Ludwigs
- Isabella († 1248), Gräfin von Chartres 1218, Schwester Ludwigs, ⚭ Sulpice d’Amboise
- Mathilde d’Amboise († 1256), Gräfin von Chartres ⚭ Johann II. von Nesle, † 1270, Graf von Soissons
- Johann I., Graf von Blois 1241–1279, Graf von Chartres 1270, Großneffe Elisabeths
- Johanna, Tochter Johanns I., Gräfin von Blois 1279–1295, Gräfin von Chartres 1279–1286, verkauft Chartres 1286 an den König

## Grafschaft Chartres alsParagium
- Karl I. von Valois († 1325), Graf von Chartres 1293–1325
- Karl II. von Valois (⚔ 1346 in der Schlacht bei Crécy), 1326 Graf von Alençon, Chartres, Le Perche, Porhoet, Joigny

## Vizegrafen von Chartres aus demHaus Le Puiset
- Gilduin (Hilduin) († wohl 1060), 1019 Vicomte de Chartres, 1048 Comte de Breteuil
- Harduin, dessen Sohn, 1036/60 Vicomte de Chartres
- Ebrard I. († 1061/66), dessen Bruder, 1048 Comte de Breteuil, 1061 Vicomte de Chartres
- Hugues I. Blavons († 1094), dessen Sohn, 1067 châtelain du Puiset, 1073 Vicomte de Chartres
- Ebrard III. (⚔ wohl 1099), dessen Sohn, seigneur du Puiset, Vicomte de Chartres
- Hugues III. († 1132), dessen Sohn, 1106 seigneur du Puiset, Vicomte de Chartres, Comte de Corbeil ;
- Ebrard IV., dessen Sohn, seigneur du Puiset, Vicomte de Chartres
- Hugues IV. († 1189), dessen Sohn, seigneur du Puiset, Vicomte de Chartres, Graf von Bar-sur-Seine
- Milon IV. († 1219 vor Damiette), 1189 Graf von Bar-sur-Seine, 1190 seigneur du Puiset und Vicomte de Chartres
  - Marguerite du Puiset (1174/1210 bezeugt), dessen Schwester, ⚭ (1) Simon de Bricon, seigneur de Rochefort († 1219 vor Damiette), ⚭ (2) Eudes d’Apremont-sur-Saône – ihre Kinder aus erster Ehe erben die Châtellenie du Puiset und die Vizegrafschaft Chartres sowie einen Anteil an der Grafschaft Bar-sur-Seine, den sie 1226 dem Grafen der Champagne verkaufen